# Santa Montefiore
Santa Montefiore (ur. 2 lutego 1970 w Winchesterze) – brytyjska pisarka.

## Życiorys
Po ukończeniu szkoły średniej na rok wyjechała do Argentyny, gdzie uczyła trójkę dzieci języka angielskiego. Po powrocie studiowała język hiszpański i włoski na uniwersytecie w Exeter.
Po skończeniu studiów pracowała dorywczo w różnych miejscach, m.in. w Muzeum Figur Woskowych Madame Tussaud w Londynie, jednocześnie bez większego powodzenia próbując sił w literaturze. W roku 1998 wyszła za mąż za pisarza i historyka Simona Montefiore, dzięki któremu uwierzyła w siebie jako pisarkę. Jego rady sprawiły, że praca nad Spotkamy się pod drzewem ombu przynosiła jej satysfakcję. Powieść została opublikowana w 1999 roku i stała się bestsellerem. Również następna – Szkatułka z motylem – ukazała się w masowym nakładzie i Santa Montefiore stała się znana jako autorka romansów.

## Twórczość
| Tytuł polski                  | Tytuł oryginalny                 | Rok wydania | Rok wydania w języku polskim |
| ----------------------------- | -------------------------------- | ----------- | ---------------------------- |
| Spotkamy się pod drzewem ombu | Meet Me Under the Ombu Tree      | 2001        | 2002                         |
| Szkatułka z motylem           | The Butterfly Box                | 2002        | 2004                         |
| Sonata o niezapominajce       | The Forget-Me-Not Sonata         | 2003        | 2004                         |
| Jaskółka i koliber            | The Swallow & the Hummingbird    | 2004        | 2005                         |
| Ostatnia podróż Valentiny     | Last Voyage of the Valentina     | 2005        | 2007                         |
| Cygańska Madonna              | The Gypsy Madonna                | 2006        | 2007                         |
| Morze utraconej miłości       | Sea of Lost Love                 | 2007        | 2008                         |
| Francuski ogrodnik            | The French Gardener              | 2008        | 2009                         |
| Włoskie zaręczyny             | The Italian Matchmaker           | 2009        | 2010                         |
| Smak szczęścia                | The Affair                       | 2010        | 2011                         |
| Dom nad morzem                | House by the Sea                 | 2011        | 2012                         |
| Paryska nieznajoma            | The Summer House                 | 2012        | 2016                         |
| Tajemnica morskiej latarni    | Secrets of the Lighthouse        | 2013        | 2014                         |
| Córka pszczelarza             | Beekeeper's Daughter             | 2014        | 2015                         |
| Pieśni o wojnie i miłości     | Songs of Love and War            | 2017        | 2017                         |
| Dziewczęta z Castle Deverill  | Daughters of Castle Deverill     | 2017        | 2017                         |
| Ostatni sekret Deverillów     | The Last Secret of the Deverills | 2018        | 2018                         |
| Kuszenie Gracie               | The Temptation of Gracie         | 2018        | 2019                         |
| Czas tajemnic                 | The Secret Hours                 | 2019        | 2020                         |
| Tu i teraz                    | Here and Now                     | 2020        | 2021                         |
| Zabawna Flappy                | Flappy Entertains                | 2021        | 2022                         |